# Décès en juillet 1991
Décès
- 1987
- 1988
- 1989
- 1990
- 1991
- 1992
- 1993
- 1994
- 1995

Pour une information complémentaire, voir la page d'aide.

| Date        | Nom                   | Activités                                             | Âge | Source |
| ----------- | --------------------- | ----------------------------------------------------- | --- | ------ |
| 1er juillet | Michael Landon        | acteur, réalisateur, producteur, scénariste américain | 54  |        |
| 4 juillet   | Joseph Moreira        | footballeur français                                  | 56  |        |
| 6 juillet   | Franciszek Olejniczak | footballeur polonais naturalisé français              | 80  |        |
| 8 juillet   | James Franciscus      | acteur et producteur américain                        | 57  |        |
| 9 juillet   | José Salazar López    | cardinal mexicain, archevêque de Guadalajara          | 81  |        |
| 18 juillet  | André Cools           | homme politique belge                                 | 63  |        |
| 22 juillet  | Pēteris Lūcis         | acteur letton                                         | 84  |        |
| 27 juillet  | Pierre Brunet         | patineur artistique français                          | 89  |        |
| 27 juillet  | Gulara Aliyeva        | Pianiste azérie                                       | 57  | (az)   |
| 27 juillet  | Gino Colaussi         | footballeur international italien                     | 77  |        |
| 31 juillet  | Justo Nuevo           | footballeur français                                  | 69  |        |